# Rummy Olivo
Rumualda Olivo (Zaraza, Estado Guárico, Venezuela; 22 de enero de 1964), conocida como Rummy Olivo, es una política y cantautora venezolana de música llanera. Anteriormente era conocida como La Soysolita del Llano, y ahora como La Flor de Zaraza, seudónimo consagrado artísticamente por el fallecido cantautor y músico, Simón Díaz, y desde entonces así se le llama en los diferentes escenarios de la música llanera de Venezuela y Colombia.

## Biografía
Nace en, Zaraza, Guárico, Venezuela el 22 de enero de 1964. En sus inicios fue bautizada como "La Soysolita de Llano", años después el fallecido músico y cantautor, Simón Díaz la consagró como "La Flor de Zaraza" y desde entonces así se le llama en los distintos escenarios de la música llanera de Venezuela y Colombia.
Rummy es de esas intérpretes "echá pa’lante" que sobre un escenario no cree en rivales: canta, baila y contrapuntea, cualidades que difícilmente se encuentran en una voz femenina. Tiene quince producciones discográficas y cinco disco de éxitos han salido al mercado y pegó muy bien los temas: "Ojos color de los pozos", "La flor de Zaraza", "Sólo tú tienes derecho", "Un orgullo ser mujer", "Ojos de candela en marzo", "de que tamaño me quieres", "Guayabo no va conmigo" "mujer de palabra cierta", "te lo juro", "para mi gente" y muchísimos temas más, actualmente presenta su nueva producción discográfica "SIGO SIENDO RUMMY OLIVO" con el cual está participando al GRAMMY LATINO en el renglón Álbum Folklórico.
Su infancia transcurre la ciudad de Zaraza guarico de esta entidad de los llanos venezolanos. A los 11 años de edad, se traslada con su familia a la ciudad de La Victoria, Estado Aragua, donde culmina sus estudios de primaria y secundaría, etapa de su vida que complementa los estudios con las actividades de presidenta del Centro de Estudiantes del Liceo "Francisco Javier Ustariz".

## Trayectoria artística
Es allí, en esa ciudad donde da sus primeros pasos en la música llanera, al hacerse asidua del programa Cantares de Venezuela transmitido por la conocida emisora de radio local YVLQ, bajo la conducción y dirección del poeta Tomás Torres Molina, quien se convierte en su padrino artístico y conduce a Rummy hasta su primera colaboración con Reynaldo Armas. Armas le dará la oportunidad de iniciarse en el canto profesional, con el tema Amigos míos.
Comienza así, el recorrido de la joven apodada La soysolita del Llano por los diferentes escenarios y festivales que dan espacio a la música llanera, tales como La voz liceísta, el San Agustín de Oro, la Panoja de Oro y la Voz Juvenil de La Victoria, eventos estos dos últimos donde se adjudica el primer lugar. Su verdadera carrera profesional da inicio en 1985, cuando pasa a integrar la orquesta La Propia, en el rol de corista. Esta incursión le abre las puertas a su primer show criollo, presentado como parte de las variedades en el repertorio de la mencionada agrupación.
En 1986, se une al grupo de Nelson Alizo, en la ciudad de Caracas, donde interpreta y graba música bailable tropical y romántica. Su reingreso al género llanero va de la mano de Héctor "Chispa" Hurtado en 1988, con la grabación de su primer disco en el estilo. De allí en adelante, Rummy ha experimentado un ascenso ininterrumpido hacia el estrellato en el folclore, haciendo pasantía con el conocido Hugo Blanco y, más tarde, dentro del elenco artístico de Reynaldo Armas, experiencias de las cuales extrae muchos conocimientos necesarios para madurar su propuesta como cantante.
Después de compartir un gran éxito discográfico con Teo Galíndez, se enrumba hacia la conquista del público nacional, haciendo giras y grabando material de maestros tan importantes como Simón Díaz, como es el caso del éxito La flor de Zaraza. Ha participado en recopilaciones de éxitos llaneros junto a los exponentes más cotizados de esta expresión popular, y ha alternado en diversas tarimas con artistas de la talla de Teo Galíndez, Reynaldo Armas, Guaco, Maracaibo 15, Simón Díaz, Oscar D'León, Paulina Rubio, Juan Gabriel y Luis Miguel, entre otros.
De igual manera, ha obtenido innumerables premios y reconocimientos tales como el Mara de Oro, Casa del Artista, Panoja de Oro, Soldado de Oro, Llovizna de Oro, Arturo de Oro, Gran Coquivacoa, Florentino de Oro y Silbón de Oro. Dicha trayectoria la ha llevado a participar en importantes eventos y programas de televisión como el Miss Venezuela, Quien quiere ser millonario (Versión Venezuela), Aprieta y Gana, Radio Rochela, Cuanto vale el show, Aló R.C.T.V., De par en par, Desde mi cocina (con Dino), ...Y Kiko (Globovisión), Súper sábado sensacional, Qué Locura, El Guiso, Portadas, Cuando las ganas se juntan, Vitrina (Televen). Jaime Baily, Buenas noches y La Guerra de los sexos. Su trayectoria la ha llevado a consagrarse en importantes eventos y programas de televisión, amén de mostrar su talento fuera de las fronteras venezolanas, en países como Colombia, Chile (Festival Internacional de la Canción de Viña del Mar), España y Estados Unidos.
Pero lo más importante siempre ha sido y será el aplauso y cariño del pueblo venezolano en cada lugar donde se presenta con el orgullo de ser Venezuela.
A principios del año 2023 es víctima de un fuerte atraco en la ciudad de Caracas, resultando herida y con fracturas en tibia y Peroné.  Luego de un proceso de recuperación, La artista Transforma su experiencia de Vida en una canción y lanza su Tema Promocional : La mujer de Titanio.

## Discografía
- Mini Mezclas Tropicalísimas Nelson Alizo y Rummy Olivo – 1986
- Pa’ qué te voy a querer – 1988
- El noveno mandamiento – 1989
- Reynaldo Armas presenta a Rummy Olivo – 1992
- Imaginaciones – 1993
- Ojos Color de Los Pozos 1994
- La flor de Zaraza – 1997
- El sabor de la pasión – 2000
- Un orgullo ser mujer – 2002
- Colmada de bendiciones – 2003
- Rummy Olivo Interpreta a Juan Vicente Torrealba 2005
- Un Canto para el Coleo 2006
- Mujer de Palabra Cierta 2008
- Déjame que te Cante Venezuela (Homenaje a Simón Díaz)2012
- Sigo siendo Rummy Olivo - 2014[4]
- Agradecimiento 2020

### Discos de Éxitos
- SERIE LO MAXIMO DE SONOGRAFICA 17 EXITOS DE RUMMY OLIVO AÑO 2004
- ESTRELLAS DEL ATARDECER CRIOLLO DE UNIVERSAL MUSIC, EXITOS DE RUMMY OLIVO 2002
- RUMMY OLIVO LA DEL CARIÑO MUSICAL 2008 POR FONODISCO
- RUMMY OLIVO "MIS MEJORES CANCIONES" POR RUMMY OLIVO PRODUCCIONES 2008

## Sencillos
- La flor de Zaraza
- Caminito Sabanero
- Concierto en la llanura
- Cuatrero del chaparral
- Desilusión
- La potranca zaina
- Las Rosas del Sentimiento
- Llanura
- Ojos Color de los Pozos
- Rumor de soledad
- Solito con las estrellas
- Imaginaciones
- De que tamaño me quieres
- Solo tu tienes derecho
- El sabor de la pasión
- Un orgullo ser mujer
- Guayabo no va conmigo
- Mujer de palabra cierta
- el coleo Venezolano
- Ojos de candela en marzo
- Lo sabroso de un guayabo
- Llanera como muy pocas
- Pajarillo de mi tierra
- Simón Simón
- Sigo siendo Rummy Olivo
- Decepción
- Melancolía
- Barajita repetida
- Un orgullo ser mujer
- Luchando con un guayabo
- Agradecimiento

## Premios
Ha sido reconocida en los Premios Pepsi Music de 2015 con tres premios, entre ellas, la categoría a Mejor Artista Llanera.

## Participación política
Olivo fue dirigente del partido Primero Justicia. En junio de 2015 es anunciada como candidata para las Elecciones parlamentarias de Venezuela de 2015, para representar al circuito 2 del Estado Guarico por la Mesa de la Unidad Democrática. Obtiene el segundo lugar frente al candidato del PSUV, olivo impugnó los resultados 10 días después. Obtuvo 41.908 votos (47,17%), pero no logró la victoria.